# Lista de estações do Metrô de Valparaíso
Esta é uma lista que inclui todas as estações em funcionamento do Metrô de Valparaíso.

## Estações
| Nome           | Inauguração            | Comuna        | Posição     | Latitude      | Longitude     |
| -------------- | ---------------------- | ------------- | ----------- | ------------- | ------------- |
| Puerto         | 23 de novembro de 2005 | Valparaíso    | Superfície  | 33° 02' 20" S | 71° 37' 35" O |
| Bellavista     | 23 de novembro de 2005 | Valparaíso    | Superfície  | 33° 02' 35" S | 71° 37' 15" O |
| Francia        | 23 de novembro de 2005 | Valparaíso    | Superfície  | 33° 02' 38" N | 71° 36' 46" O |
| Barón          | 23 de novembro de 2005 | Valparaíso    | Superfície  | 33° 02' 32" S | 71° 36' 20" O |
| Portales       | 23 de novembro de 2005 | Valparaíso    | Superfície  | 33° 01' 58" S | 71° 35' 30" O |
| Recreo         | 23 de novembro de 2005 | Viña del Mar  | Superfície  | 33° 01' 38" S | 71° 34' 33" O |
| Miramar        | 23 de novembro de 2005 | Viña del Mar  | Subterrânea | 33° 01' 30" S | 71° 33' 42" O |
| Viña del Mar   | 23 de novembro de 2005 | Viña del Mar  | Subterrânea | 33° 01' 35" S | 71° 33' 08" O |
| Hospital       | 23 de novembro de 2005 | Viña del Mar  | Subterrânea | 33° 01' 44" S | 71° 32' 30" O |
| Chorrillos     | 23 de novembro de 2005 | Viña del Mar  | Subterrânea | 33° 02' 00" S | 71° 31' 58" O |
| El Salto       | 23 de novembro de 2005 | Viña del Mar  | Superfície  | 33° 02' 28" S | 71° 31' 17" O |
| Quilpué        | 23 de novembro de 2005 | Quilpué       | Superfície  | 33° 02' 43" S | 71° 26' 42" O |
| El Sol         | 23 de novembro de 2005 | Quilpué       | Superfície  | 33° 02' 23" S | 71° 25' 43" O |
| El Belloto     | 23 de novembro de 2005 | Quilpué       | Superfície  | 33° 02' 36" S | 71° 24' 23" O |
| Las Américas   | 23 de novembro de 2005 | Villa Alemana | Superfície  | 33° 02' 38" S | 71° 23' 42" O |
| La Concepción  | 23 de novembro de 2005 | Villa Alemana | Superfície  | 33° 02' 30" S | 71° 22' 56" O |
| Villa Alemana  | 23 de novembro de 2005 | Villa Alemana | Superfície  | 33° 02' 33" S | 71° 22' 23" O |
| Sargento Aldea | 23 de novembro de 2005 | Villa Alemana | Superfície  | 33° 02' 31" S | 71° 21' 58" O |
| Peñablanca     | 23 de novembro de 2005 | Villa Alemana | Superfície  | 33° 02' 25" S | 71° 21' 10" O |
| Limache        | 23 de novembro de 2005 | Limache       | Superfície  | 32° 59' 04" S | 71° 16' 39" O |